# Elisabeta Tufan-Guzganu
Elisabeta Tufan-Guzganu (n. 8 august 1964, București, România) este o scrimeră română, laureată cu argint la Los Angeles 1984 și cu bronz la Barcelona 1992. A fost campioană mondială la individual în 1987 și pe echipe în 1994. Pentru aceste realizări a fost numită maestru emerit a sportului în 1987. Din 1990 este stabilită la Milano în Italia, unde lucrează ca antrenor la Società del Giardino.